# Станко, Калеб
Калеб Джеймс Станко (англ. Caleb James Stanko; род. 26 июля 1993, Холли, Мичиган, США) — американский футболист, полузащитник клуба «ПАС Янина». Выступал за сборную США.

## Клубная карьера
Станко — воспитанник немецкого клуба «Фрайбург». Из-за высокой конкуренции он несколько сезонов выступал за дублёров. 9 августа 2015 года в поединке Кубка Германии против «Бармбек-Уленхорст» Станко дебютировал за основной состав «Фрайбурга». 22 ноября в матче против «Падерборн 07» Калеб дебютировал во Второй Бундеслиге, заменив во втором тайме Амира Абраши. В 2016 году он помог клубу выйти в элиту.
Летом того же года для получения игровой практики Станко перешёл на правах аренды в лихтенштейнский «Вадуц». 31 июля в матче против «Базеля» он дебютировал в швейцарской Суперлиге. После окончания аренды Калеб вернулся во «Фрайбург».
23 января 2019 года Станко вернулся в США, перейдя в новую франшизу MLS «Цинциннати». За клуб он дебютировал в его первом матче в лиге, 2 марта против «Сиэтл Саундерс», в котором вышел на замену в концовке вместо Алваса Пауэлла. По окончании сезона 2021 «Цинциннати» не стал продлевать контракт со Станко.
5 января 2022 года Станко подписал контракт с клубом Суперлиги Греции «ПАС Янина».

## Международная карьера
В 2013 году в составе молодёжной сборной США Станко стал финалистом молодёжном чемпионате КОНКАКАФ в Мексике. На турнире он сыграл в матчах против команд Канады, Гаити и Коста-Рики.
Летом того же года Станко принял участие в молодёжном чемпионате мира в Турции. На турнире он принял участие в матчах против команд Испании и Ганы. В 2013 году Калеб также представлял США на Турнире в Тулоне.
6 сентября 2016 года в отборочном матче чемпионата мира 2018 против сборной Тринидада и Тобаго Станко дебютировал за сборную США, заменив во втором тайме Сашу Клештана.